# Leif Göras
Leif Erik Göras, född 16 januari 1946 i Rättviks församling, Kopparbergs län, är en svensk musiker och musikadministratör, utbildad vid Folkliga musikskolan, Ingesund. Göras spelar fiol, bland annat i Orsa spelmän, och är även utbildad dirigent. Han har tidigare arbetat som rektor för den kommunala musikskolan i Orsa kommun. Hans far var spelmannen Göras Anders Persson från byn Östbjörka utanför Rättvik.